# Artana
Artana, en valencien et en castillan), est une commune d'Espagne de la province de Castellón dans la Communauté valencienne. Elle est située dans la comarque de Plana Baixa et dans la zone à prédominance linguistique valencienne.

## Géographie

Localisation d'Artana
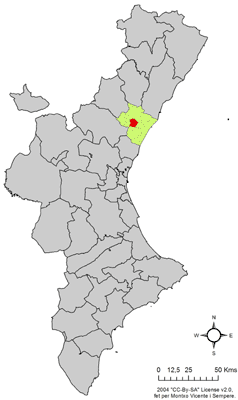
dans la Communauté valencienne.
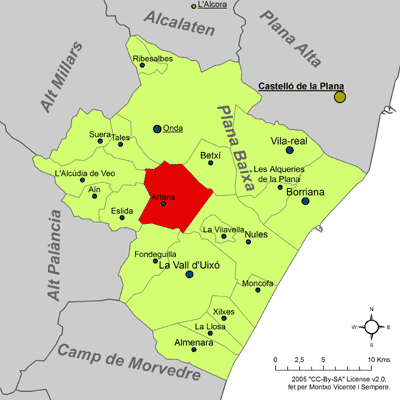
dans la comarque de Plana Baixa.

## Démographie
Artana comptait en 1998, 1 864 habitants.